# Morchies
Morchies est une commune française située dans le département du Pas-de-Calais en région Hauts-de-France. Ses habitants sont appelés les Morchiens. La commune est membre de la communauté de communes du Sud-Artois.

## Géographie

### Localisation

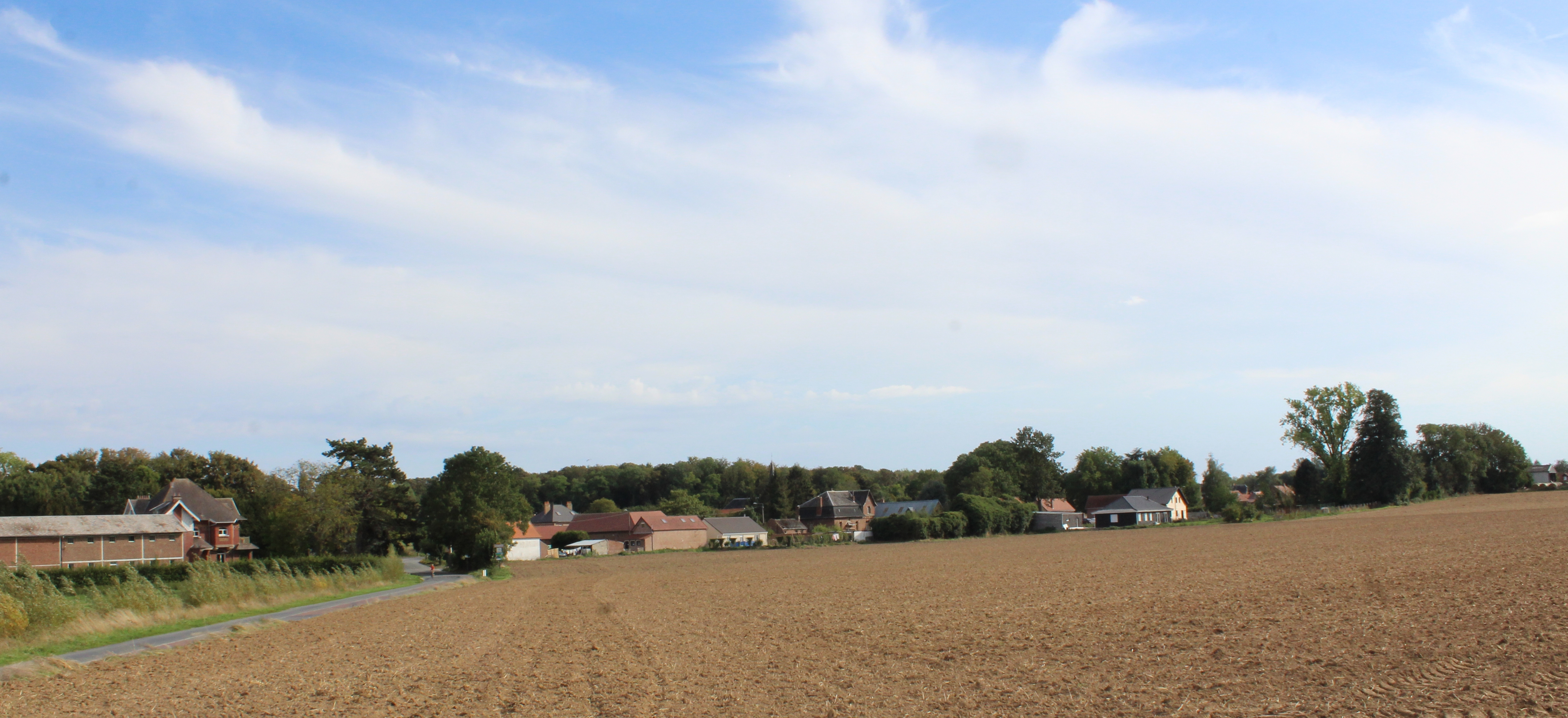
Panorama du village.

Localisée dans l'extrême sud-est du département du Pas-de-Calais, Morchies est une commune rurale de l'Artois, située, à vol d'oiseau, à 9 km au nord-est de Bapaume, 20 km à l'ouest de Cambrai et 21 km au sud-est d'Arras (chef-lieu d'arrondissement et aire d'attraction). Le territoire communal est limité au sud par l'ancienne route nationale 30 (actuelle RD 930).
Le territoire de la commune est limitrophe de ceux de quatre communes.
Les communes limitrophes sont  Beaumetz-lès-Cambrai, Beugny, Lagnicourt-Marcel et Vaulx-Vraucourt.

### Géologie et relief
La superficie de la commune est de 6,64 km2 ; son altitude varie de 85  à   117 m.

### Hydrographie
La commune est située dans le bassin Artois-Picardie. Elle est drainée par le Quéant,,.

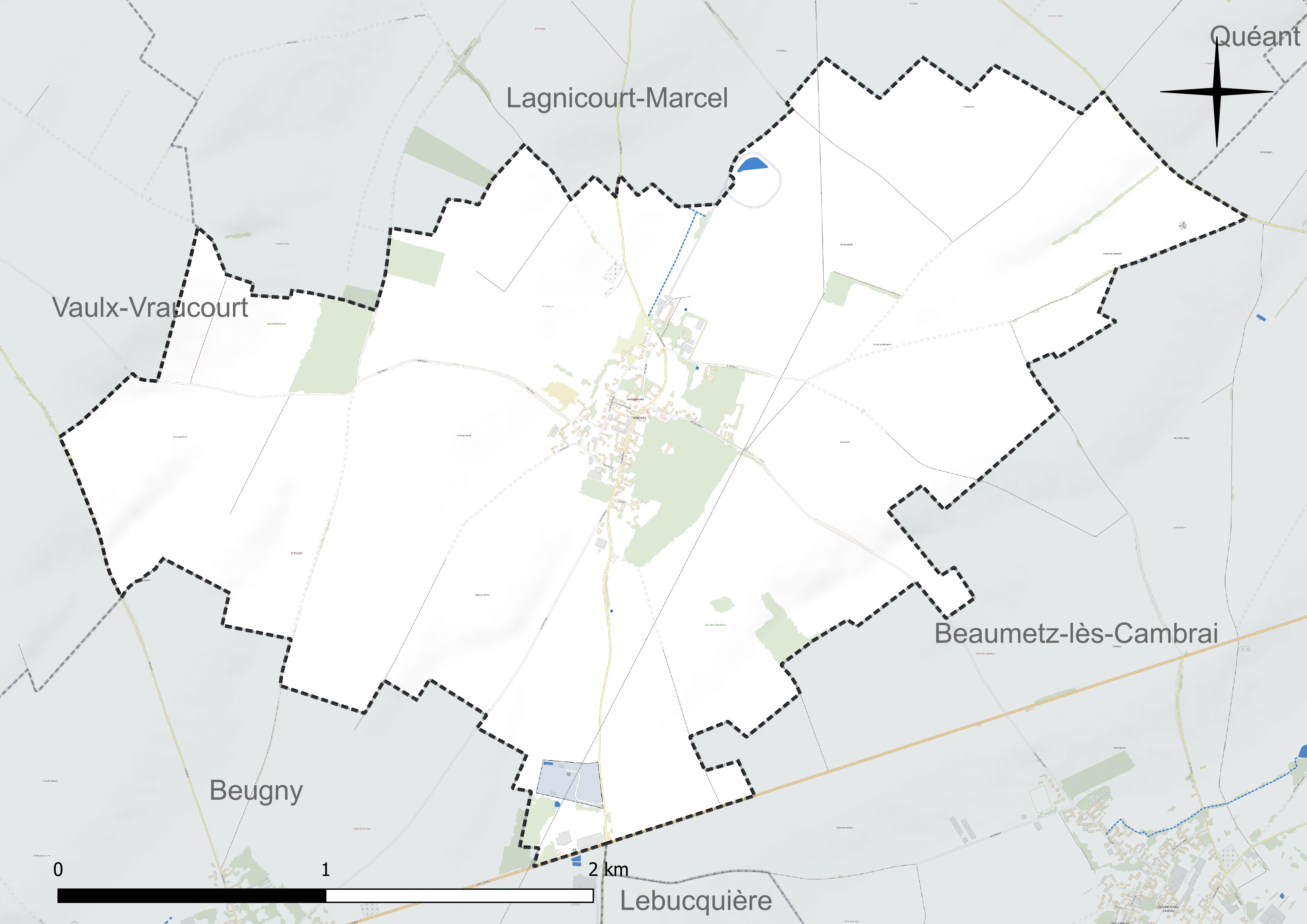
Réseau hydrographique de Morchies.

#### Gestion et qualité des eaux
Le territoire communal est couvert par le schéma d'aménagement et de gestion des eaux (SAGE) « Sensée ». Ce document de planification concerne un territoire de 857 km2 de superficie, délimité par le bassin versant de la Sensée. Le périmètre a été arrêté le 14 janvier 2023 et le SAGE proprement dit a été approuvé le 21 février 2020. La structure porteuse de l'élaboration et de la mise en œuvre est le syndicat mixte Escaut et Affluents (SyMEA).
La qualité des cours d'eau peut être consultée sur un site dédié géré par les agences de l'eau et l'Agence française pour la biodiversité.

### Climat
Pour des articles plus généraux, voir Climat des Hauts-de-France et Climat du Nord-Pas-de-Calais.
En 2010, le climat de la commune est de type climat océanique dégradé des plaines du Centre et du Nord, selon une étude du CNRS s'appuyant sur une série de données couvrant la période 1971-2000. En 2020, Météo-France publie une typologie des climats de la France métropolitaine dans laquelle la commune est exposée à un climat océanique et est dans la région climatique Nord-est du bassin Parisien, caractérisée par un ensoleillement médiocre, une pluviométrie moyenne régulièrement répartie au cours de l'année et un hiver froid (3 °C).
Pour la période 1971-2000, la température annuelle moyenne est de 10 °C, avec une amplitude thermique annuelle de 14,7 °C. Le cumul annuel moyen de précipitations est de 732 mm, avec 11,9 jours de précipitations en janvier et 8,7 jours en juillet. Pour la période 1991-2020, la température moyenne annuelle observée sur la station météorologique la plus proche, située sur la commune de Wancourt à 14 km à vol d'oiseau, est de 10,8 °C et le cumul annuel moyen de précipitations est de 711,4 mm,. Pour l'avenir, les paramètres climatiques de la commune estimés pour 2050 selon différents scénarios d'émission de gaz à effet de serre sont consultables sur un site dédié publié par Météo-France en novembre 2022.

### Paysages
Pour un article plus général, voir Paysage en France.
La commune est située dans le paysage régional des grands plateaux artésiens et cambrésiens tel que défini dans l'atlas des paysages de la région Nord-Pas-de-Calais, conçu par la direction régionale de l'Environnement, de l'Aménagement et du Logement (DREAL),. Ce paysage régional, qui concerne 238 communes, est dominé par les « grandes cultures » de céréales et de betteraves industrielles qui représentent 70 % de la surface agricole utilisée (SAU).

### Milieux naturels et biodiversité
L’Inventaire national du patrimoine naturel (INPN) recense plusieurs espèces faunistiques et floristiques sur le territoire de la commune dont certaines sont protégées et d’autres menacées et quasi-menacées.

## Urbanisme

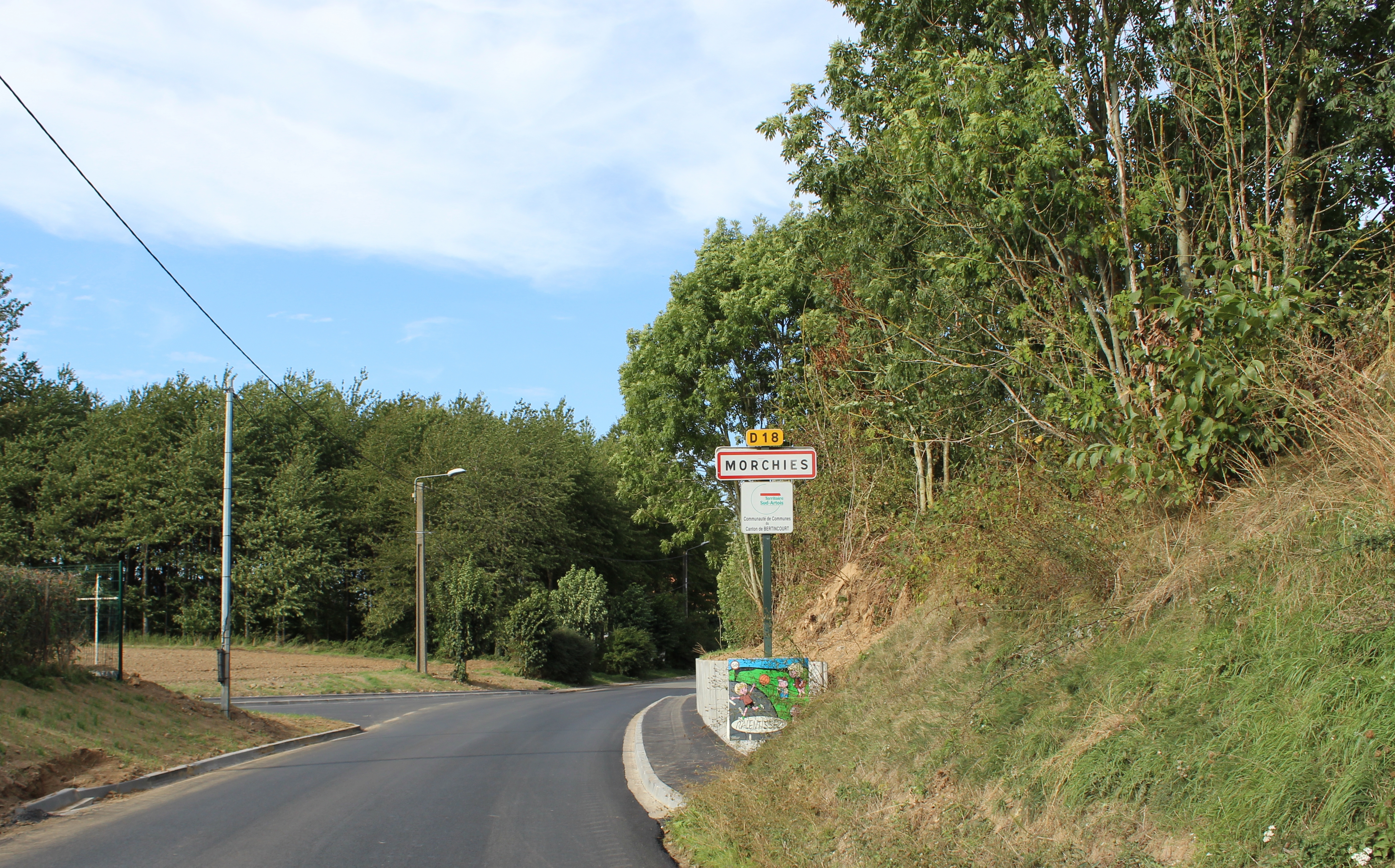
Entrée du village.

### Typologie
Au 1er janvier 2024, Morchies est catégorisée commune rurale à habitat dispersé, selon la nouvelle grille communale de densité à sept niveaux définie par l'Insee en 2022.
Elle est située hors unité urbaine. Par ailleurs la commune fait partie de l'aire d'attraction d'Arras, dont elle est une commune de la couronne,. Cette aire, qui regroupe 163 communes, est catégorisée dans les aires de 50 000 à moins de 200 000 habitants,.

### Occupation des sols
L'occupation des sols de la commune, telle qu'elle ressort de la base de données européenne d'occupation biophysique des sols Corine Land Cover (CLC), est marquée par l'importance des territoires agricoles (95,8 % en 2018), une proportion identique à celle de 1990 (95,8 %). La répartition détaillée en 2018 est la suivante : 
terres arables (95,8 %), zones urbanisées (4,2 %). L'évolution de l'occupation des sols de la commune et de ses infrastructures peut être observée sur les différentes représentations cartographiques du territoire : la carte de Cassini (XVIIIe siècle), la carte d'état-major (1820-1866) et les cartes ou photos aériennes de l'IGN pour la période actuelle (1950 à aujourd'hui).

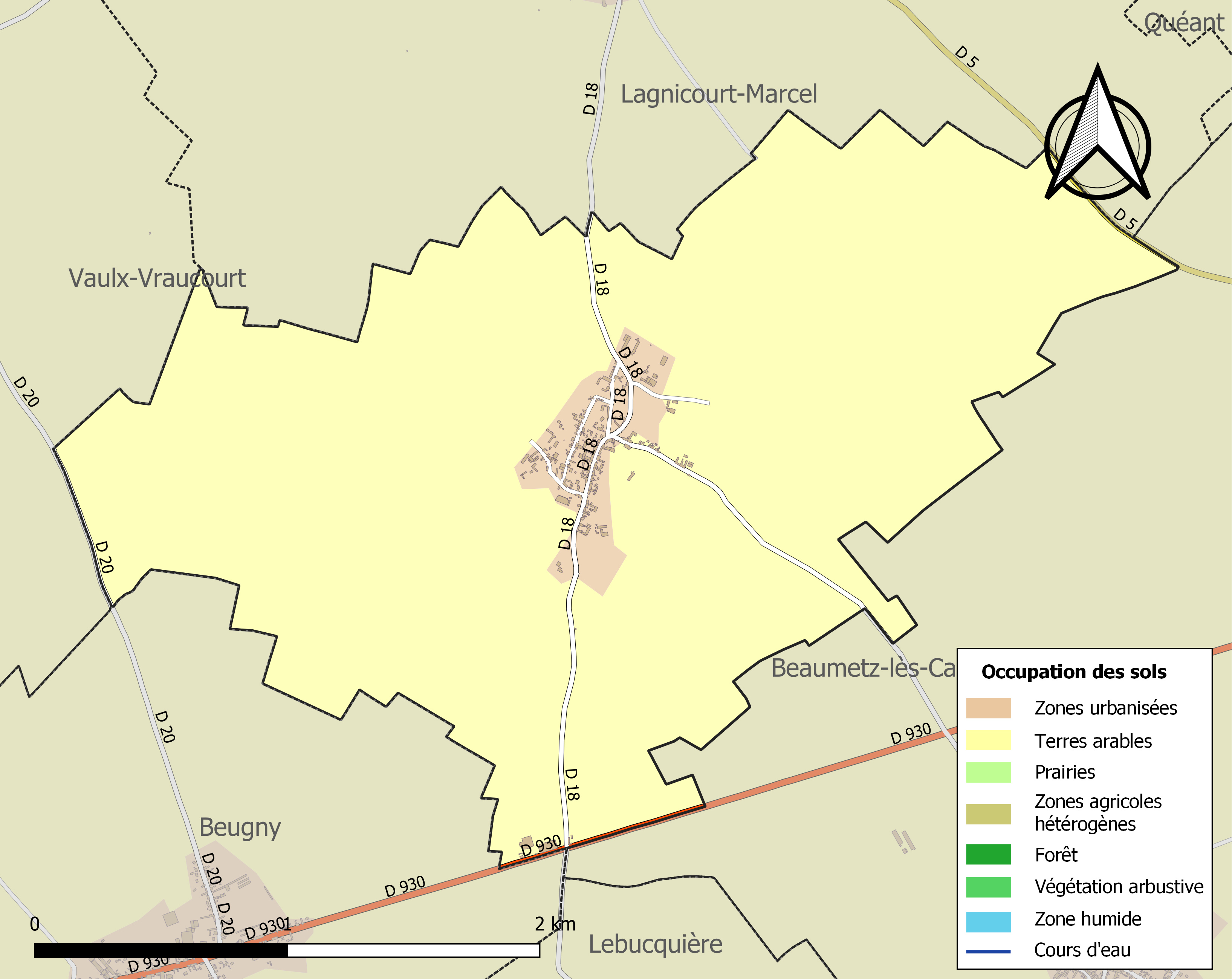
Carte des infrastructures et de l'occupation des sols de la commune en 2018 (CLC).

## Toponymie
Le nom de la localité est attesté sous les formes Morceis en 1108 ; Morceies en 1148 ; Morchies en 1202 ; Morcies en 1291 ; Morchys en 1315 ; Morchiæ en 1316 ; Morchiez en 1344 ; Morchies en 1793 et Morchies depuis 1801.

## Histoire
Une grande villa gallo-romaine a été découverte de part et d'autre du chemin de Vaulx-Vraucourt à Morchies.

### Carte de Cassini
|  |

La carte de Cassini ci-dessus montre qu'au milieu du XVIIIe siècle, Morchies était une paroisse située sur le bord de la vallée du Fossé de l'Hirondelle, déjà asséché à cette époque. À l'est, le château est représenté. Au nord-ouest, un moulin à vent en bois, aujourd'hui disparu, était en fonction vers 1750.
En 1787, Morchies est un village du royaume de France faisant partie de la province de l'Artois (subdélégation de Bapaume, diocèse de Cambrai et bailliage de Bapaume), son nom est alors Morchy.
Les seigneurs de Morchies étaient des membres issus de la famille de Proyart de Baillescourt originaire du Santerre. Ils s'étaient installés initialement dans la ferme du Mont Saint-Quentin vers 1707 restent actifs dans la vie communale pendant tout le XIXe siècle et sont encore présents de nos jours.

### Première Guerre mondiale
Pendant la Première Guerre mondiale, après la bataille des Frontières du 7 au 24 août 1914, devant les pertes subies, l'État-Major français décide de battre en retraite depuis la Belgique. Dès le 28 août, les Allemands s'emparent du village de Morchies et poursuivent leur route vers l'ouest. Dès lors commença l'occupation allemande qui dura jusqu'en 1918. Des arrêtés de la kommandantur obligeaient, à date fixe, sous la responsabilité du maire et du conseil municipal, sous peine de sanctions, la population à fournir : blé, œufs, lait, viande, légumes, destinés à nourrir les soldats du front. Toutes les personnes valides devaient effectuer des travaux agricoles ou d'entretien.
En mars 1917, les Allemands décident de se retirer sur la ligne Hindenburg, ligne fortifiée située juste devant Morchies. Le village est évacué de ses habitants. Avant leur départ, les Allemands détruisent tous les bâtiments, coupent les arbres, polluent les puits avec du fumier. Les ruines sont alors occupées par les troupes britanniques.
Le secteur sera de nouveau pris par les allemands le 31 mars 1918 au cours de l'offensive du Printemps puis de nouveau repris par les alliés en juillet.
Malgré de nombreuses tentatives britanniques percer la ligne Hindenburg, Morchies ne sera libérée définitivement que le 4 septembre 1918.
Après l'armistice, les habitants reviendront peu à peu dans la commune et une longue période de reconstruction du village commencera grâce aux dommages de guerre.
Vu les souffrances endurées par la population pendant les quatre années d'occupation et les dégâts aux constructions, la commune s'est vu décerner la croix de guerre 1914-1918 le 23 septembre 1920, distinction également attribuée à 276 autres communes du Pas-de-Calais.

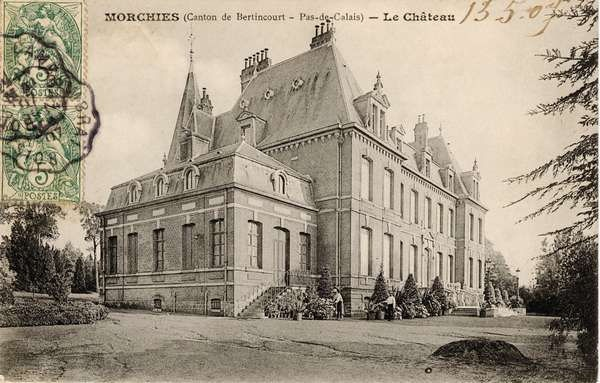
Carte postale du château en 1907.
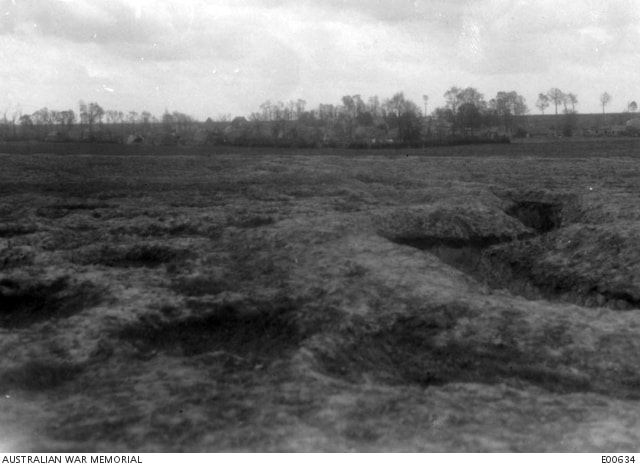
Près de Morchies, France. Tranchées d'entraînement allemandes montrant quelques-uns des 2000 à 3000 cratères soigneusement creusés.
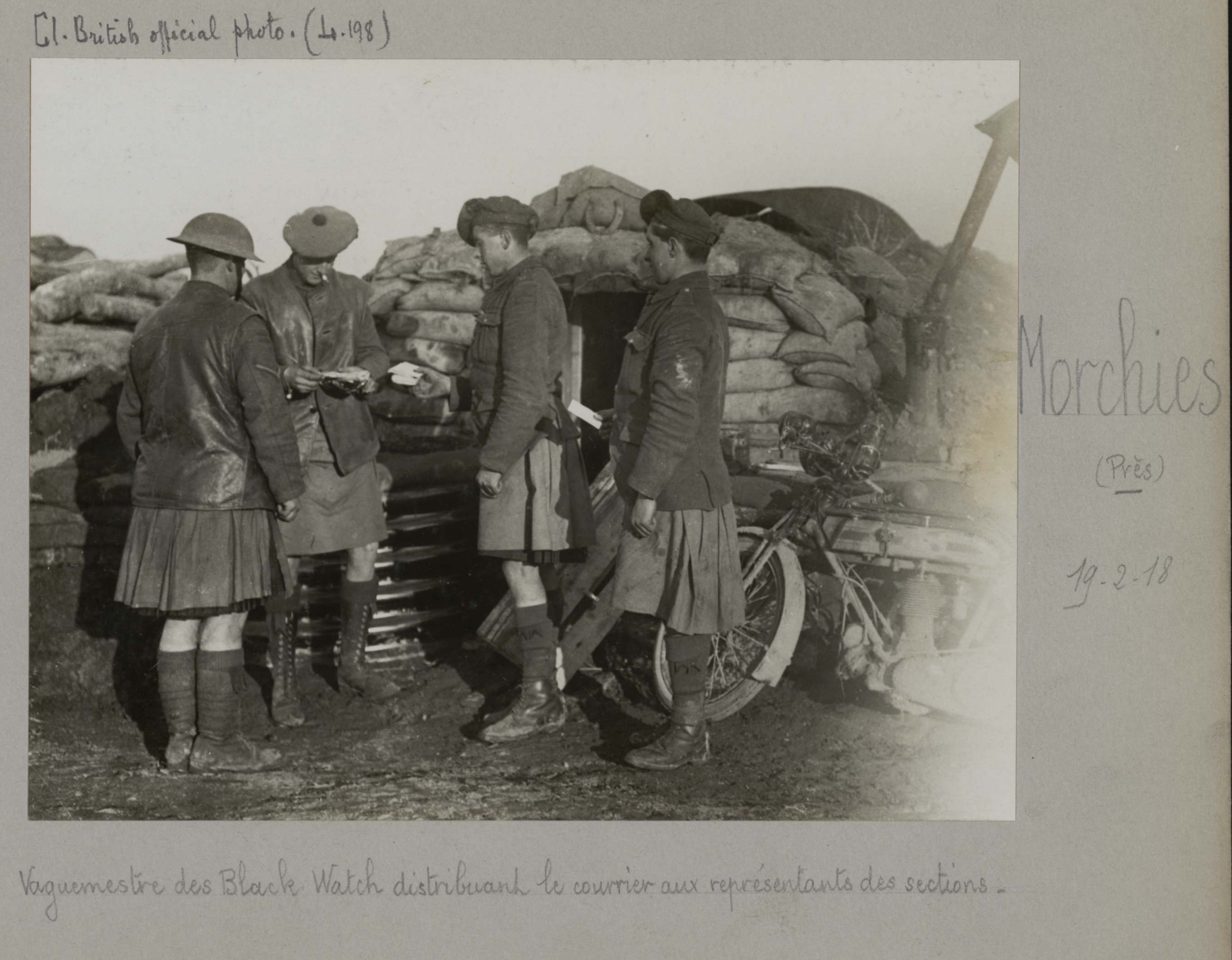
Soldats écossais recevant du courrier à Morchies en 1918.
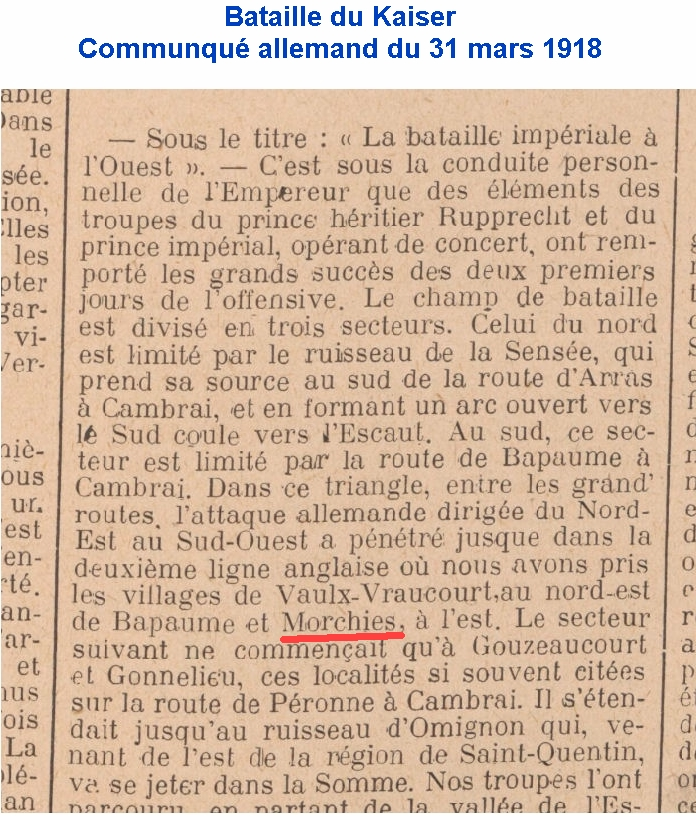
Article de journal mentionnant le reprise du village par les allemands le 31 mars 1918.
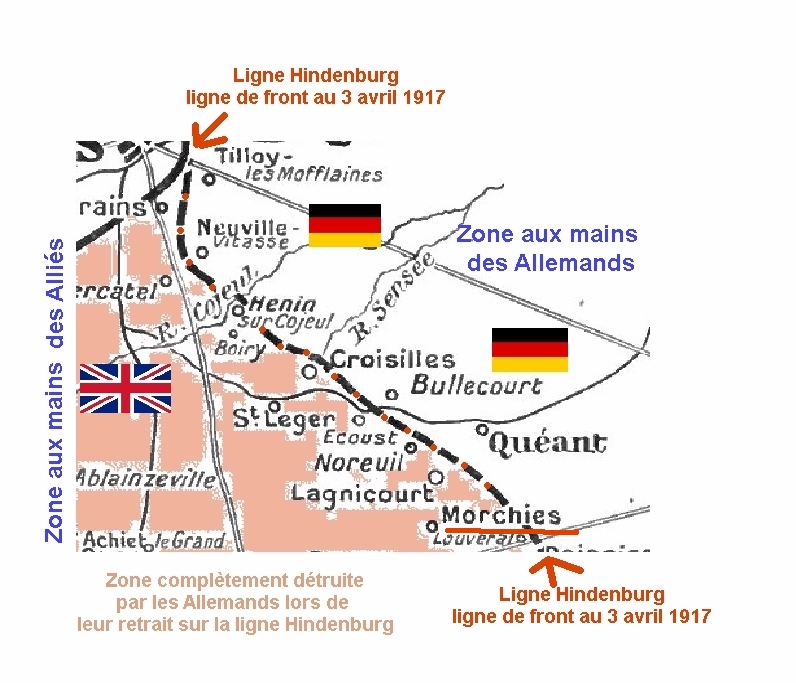
Situation du village en avril 1917 dans la zone détruite, tout près de la ligne Hindenburg.
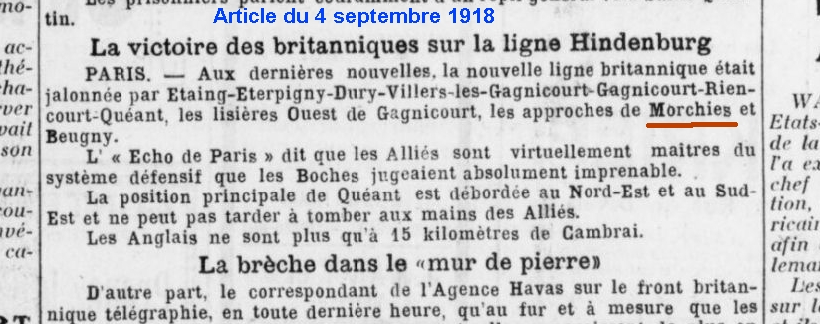
Article de journal mentionnant la libération du village le 4 septembre 1918.
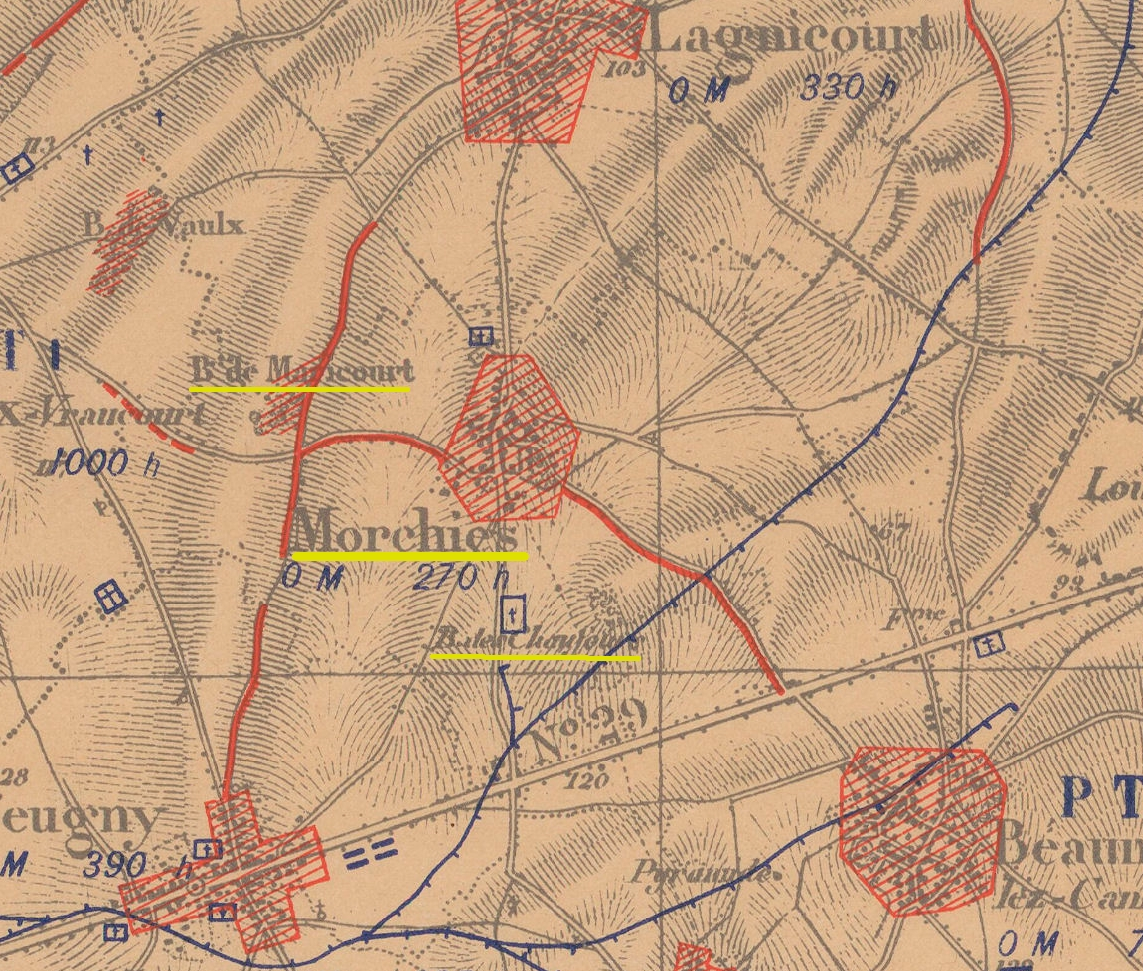
La carte des régions dévastées en 1919 montre que le village est complètement détruit.

## Politique et administration

### Découpage territorial
La commune se trouve dans l'arrondissement d'Arras du département du  Pas-de-Calais.

#### Commune et intercommunalités
Morchies était membre de la communauté de communes du canton de Bertincourt, un établissement public de coopération intercommunale (EPCI) à fiscalité propre créé fin 1992 et auquel la commune avait transféré un certain nombre de ses compétences, dans les conditions déterminées par le code général des collectivités territoriales.
Dans le cadre de la réforme des collectivités territoriales, cette petite intercommunalité a fusionné avec ses voisines pour former, le 1er janvier 2013, la communauté de communes du Sud-Artois dont est désormais membre la commune. Cette communauté de communes du Sud-Artois regroupe 64 communes et totalise 27 059 habitants en 2021.

#### Circonscriptions administratives
La commune faisait partie depuis 1801 du canton de Bertincourt. Dans le cadre du redécoupage cantonal de 2014 en France, cette circonscription administrative territoriale a disparu, et le canton n'est plus qu'une circonscription électorale.
Pour les élections départementales, la commune fait partie depuis 2014 du canton de Bapaume.

#### Circonscriptions électorales
Pour l'élection des députés, elle fait partie de la première circonscription du Pas-de-Calais.

### Élections municipales et communautaires

#### Liste des maires
| Période                                  | Période                    | Identité        | Étiquette | Qualité |
| ---------------------------------------- | -------------------------- | --------------- | --------- | --- |
| Les données manquantes sont à compléter. |                            |                 |           | |
| 1965                                     | 1989                       | Roger Dartus    |           | |
| Les données manquantes sont à compléter. |                            |                 |           | |
| mars 2001                                | 2004                       | Yves Goubet     |           | Décédé en fonction |
| 2004                                     | En cours (au 23 juin 2021) | Évelyne Dromart | DVD-MoDem | Conseillère départementale de Bapaume (2015 → 2021) Vice-présidente de la CC du Sud-Artois (2014 → ) Réélue pour le mandat 2020-2026, |

## Population et société

### Démographie
Les habitants sont appelés les Morchiens.

#### Évolution démographique
L'évolution du nombre d'habitants est connue à travers les recensements de la population effectués dans la commune depuis 1793. Pour les communes de moins de 10 000 habitants, une enquête de recensement portant sur toute la population est réalisée tous les cinq ans, les populations de référence des années intermédiaires étant quant à elles estimées par interpolation ou extrapolation. Pour la commune, le premier recensement exhaustif entrant dans le cadre du nouveau dispositif a été réalisé en 2005.

En 2022, la commune comptait 210 habitants, en évolution de +1,94 % par rapport à 2016 (Pas-de-Calais : −0,72 %, France hors Mayotte : +2,11 %).
| 1793 | 1800 | 1806 | 1821 | 1831 | 1836 | 1841 | 1846 | 1851 |
| ---- | ---- | ---- | ---- | ---- | ---- | ---- | ---- | ---- |
| 352  | 323  | 371  | 412  | 480  | 485  | 488  | 488  | 527  |

| 1856 | 1861 | 1866 | 1872 | 1876 | 1881 | 1886 | 1891 | 1896 |
| ---- | ---- | ---- | ---- | ---- | ---- | ---- | ---- | ---- |
| 530  | 543  | 525  | 521  | 508  | 489  | 513  | 501  | 503  |

| 1901 | 1906 | 1911 | 1921 | 1926 | 1931 | 1936 | 1946 | 1954 |
| ---- | ---- | ---- | ---- | ---- | ---- | ---- | ---- | ---- |
| 481  | 445  | 432  | 268  | 308  | 293  | 308  | 306  | 282  |

| 1962 | 1968 | 1975 | 1982 | 1990 | 1999 | 2005 | 2006 | 2010 |
| ---- | ---- | ---- | ---- | ---- | ---- | ---- | ---- | ---- |
| 259  | 227  | 252  | 201  | 174  | 189  | 179  | 180  | 177  |

| 2015 | 2020 | 2022 | - | - | - | - | - | - |
| ---- | ---- | ---- | - | - | - | - | - | - |
| 202  | 209  | 210  | - | - | - | - | - | - |

## Culture locale et patrimoine

### Lieux et monuments
- L'église Saint-Vaast.
- Le monument aux morts[37].
- Deux cimetières militaires sont situés sur le territoire de la commune :
  - Morchies Australian Cemetery au sud du village ;
  - Morchies Military Cemetery à côté du cimetière communal.

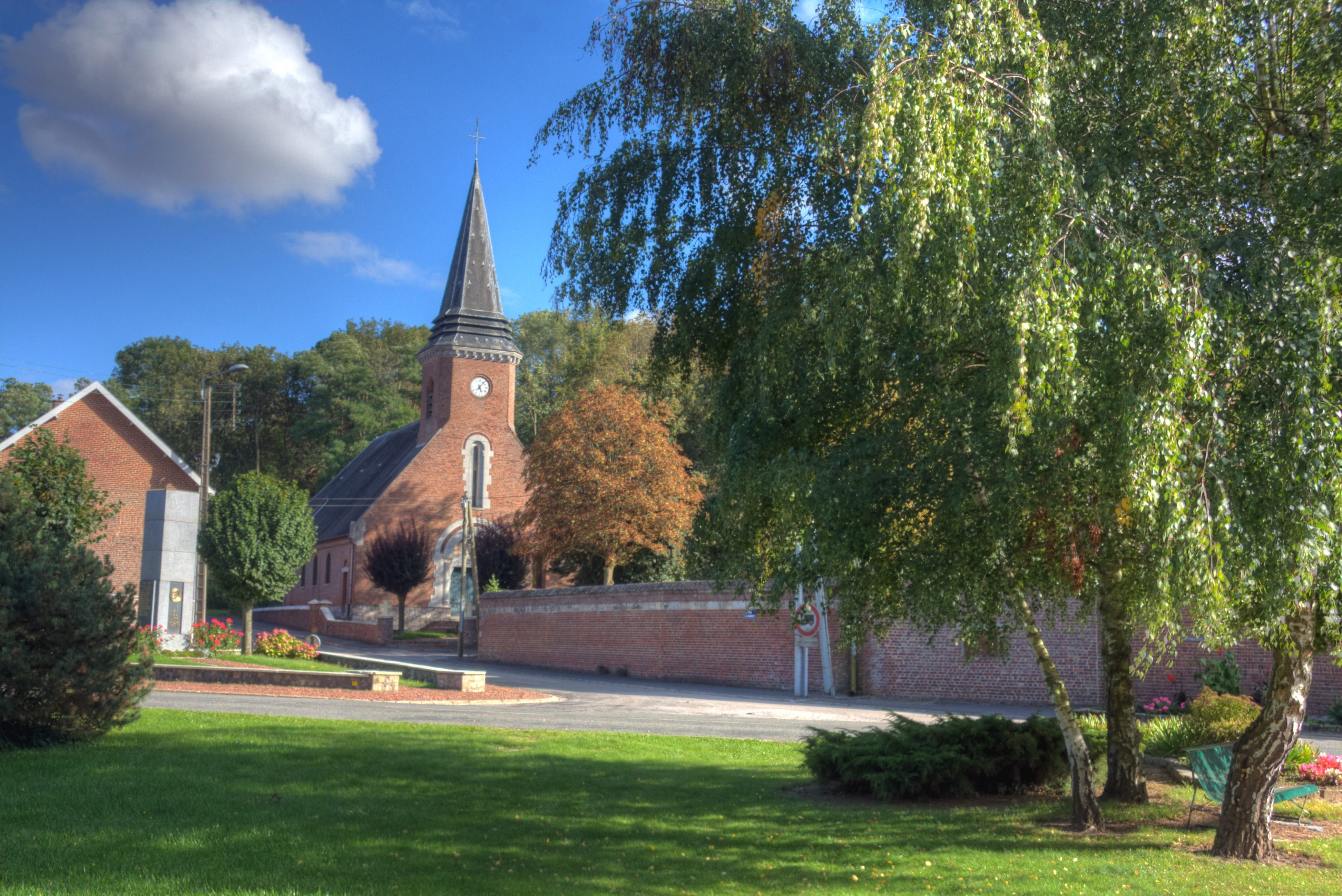
L'église Saint-Vaast.
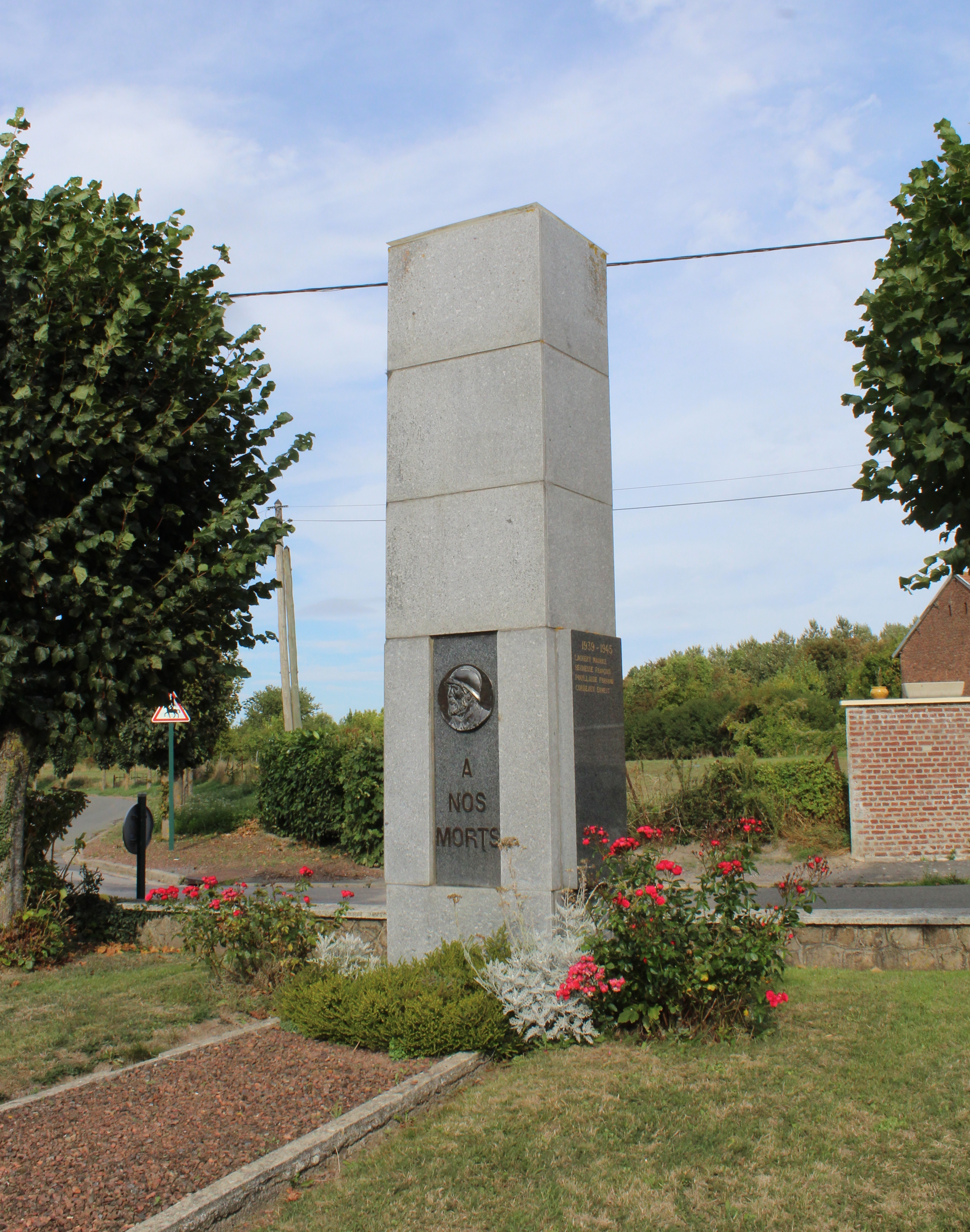
Le monument aux morts.
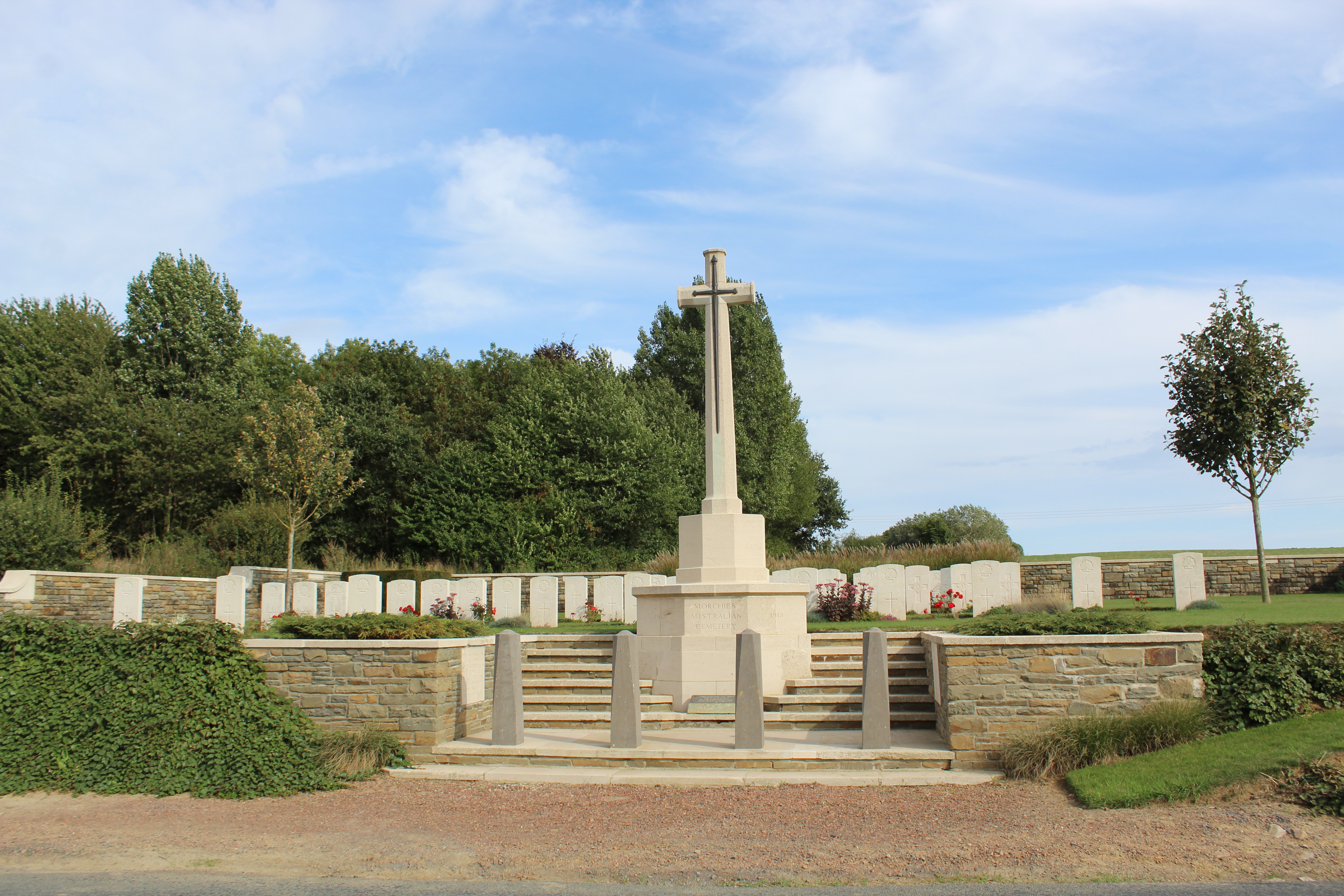
Morchies Australian Cemetery.
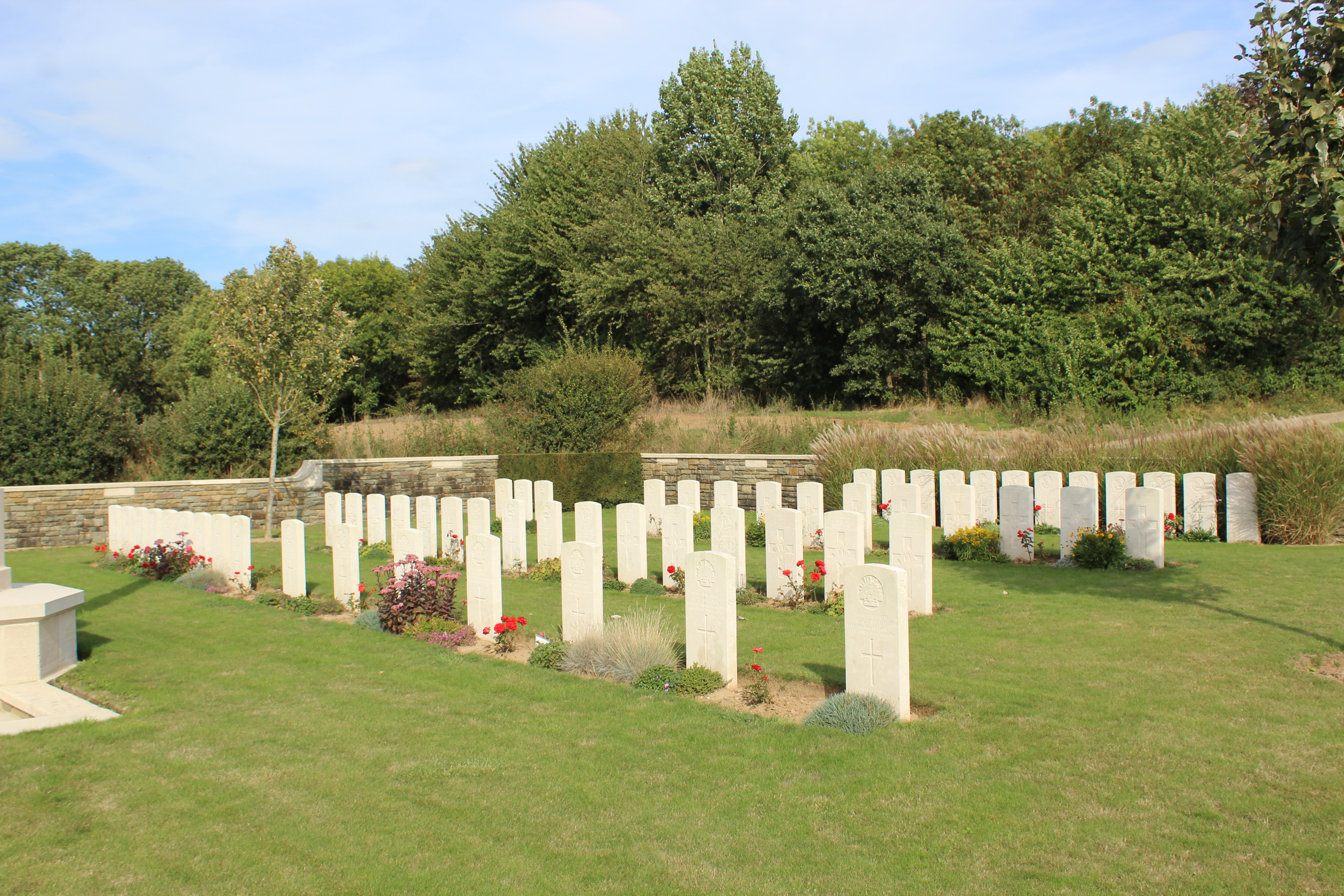
Morchies Australian Cemetery.
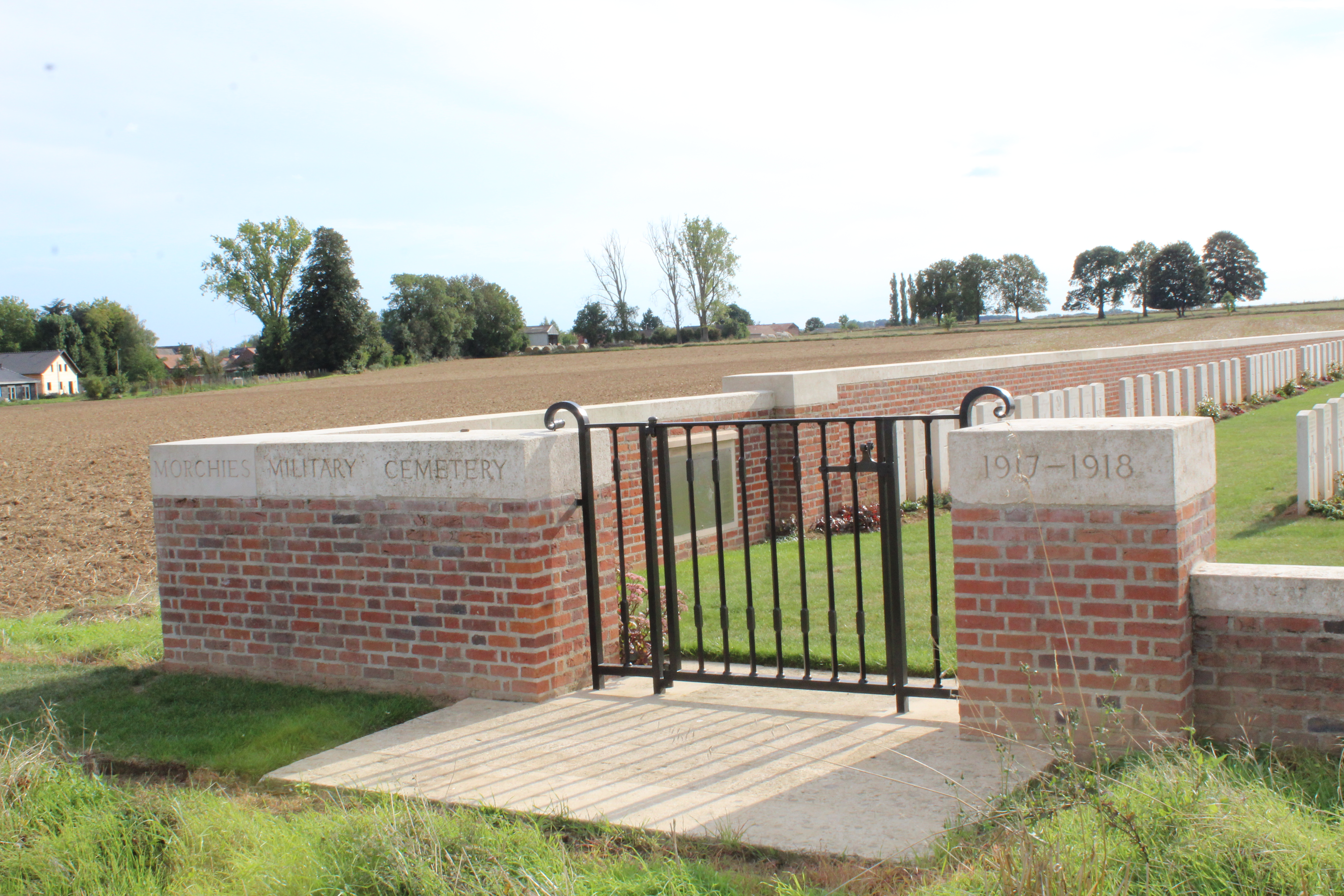
Morchies Military Cemetery.
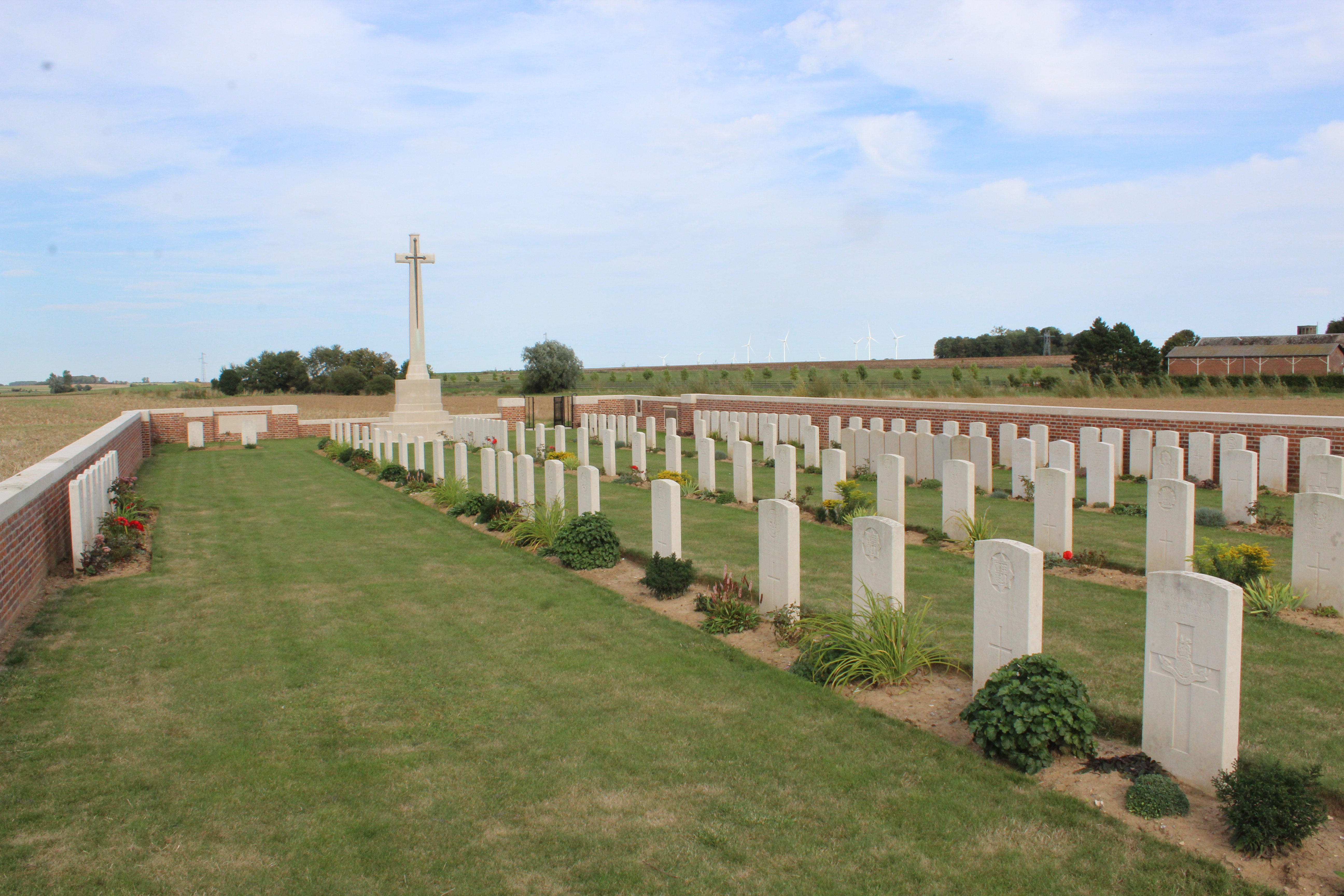
Morchies Military Cemetery.

### Personnalités liées à la commune
Le célèbre écrivain allemand Ernst Jünger s'est battu pendant la Première Guerre mondiale sur les terres de Morchies et mentionne le nom du bois de Maricourt dans son ouvrage mondialement connu : Orages d'acier

### Héraldique
| Blason de Morchies | Blason  | De gueules à la fasce d'argent chargée de trois merlettes du champ. Ornements extérieursCroix de guerre 1914-1918 |
| Blason de Morchies | Détails | Le statut officiel du blason reste à déterminer.                                                                  |

## Pour approfondir

#### Bases de données, dictionnaires et encyclopédies
- Ressources relatives à la géographie :   - Insee (communes)
  - Ldh/EHESS/Cassini
- Ressource relative à plusieurs domaines :   - Annuaire du service public français
- Notices d'autorité :   - BnF (données)